# Urophora cordillerana
Urophora cordillerana
 es una especie de insecto díptero. Steyskal lo describió científicamente por primera vez en el año 1979.
Esta especie pertenece al género Urophora de la familia Tephritidae.